# Anita Pichler
Anita Pichler (Merano, 28 de enero de 1948-Bolzano, 6 de abril de 1997) fue una traductora y autora italiana de Tyrol del Sur, que escribió en alemán. Fue la primera escritora de la posguerra que consiguió visibilidad fuera de su región.

## Biografía
Nació en Merano y creció en Schenna, Sulden y Trieste. Estudió literatura y lenguas modernas en la Universidad Ca' Foscari de Venecia y cursó estudios eslavos en Praga. Recibió una beca para atender la Universidad Humboldt en Berlin del Este en 1979. En 1982 regresó a Venecia, donde  fue profesora de alemán en la Universidad de Venecia. En 1986, publicó su primera historia Die Zaunreiterin. Desde 1991 hasta 1992, fue una autora residente en la ciudad de Biel/Bienne y, en 1994, se convirtió en autora oficial para Innervillgraten.
Se mudó a Bolzano en 1995 después de caer enferma y murió allí dos años más tarde con 49 años. En 2002, fue retratada en la película Anita Pichler - Ich einfach erzählen. Sabine Gruber gestiona su patrimonio literario.
En 2015 la ciudad de Bolzano decidió dedicarle una plaza en el distrito de Casanova, que fue inaugurada en 2018.

## Trabajos

### Libros
- Wie Dado Monate das Jahr. Suhrkamp, narrativa (1989)
- Dado Frauen aus Fanis (1992)
- Beider Augen Blick. Neun Variationen über das Sehen (1995)
- Flatterlicht. Verstreute und unveröffentlichte Texte, publicado post mortem (2007)

### Traducciones (de italiano a alemán)
- Über das Innehalten auf einem Feldweg de Hans Kitzmüller (1993)
- Dado Steine von Pantalica de Vincenzo Consolo (1995)